# Jun Kim

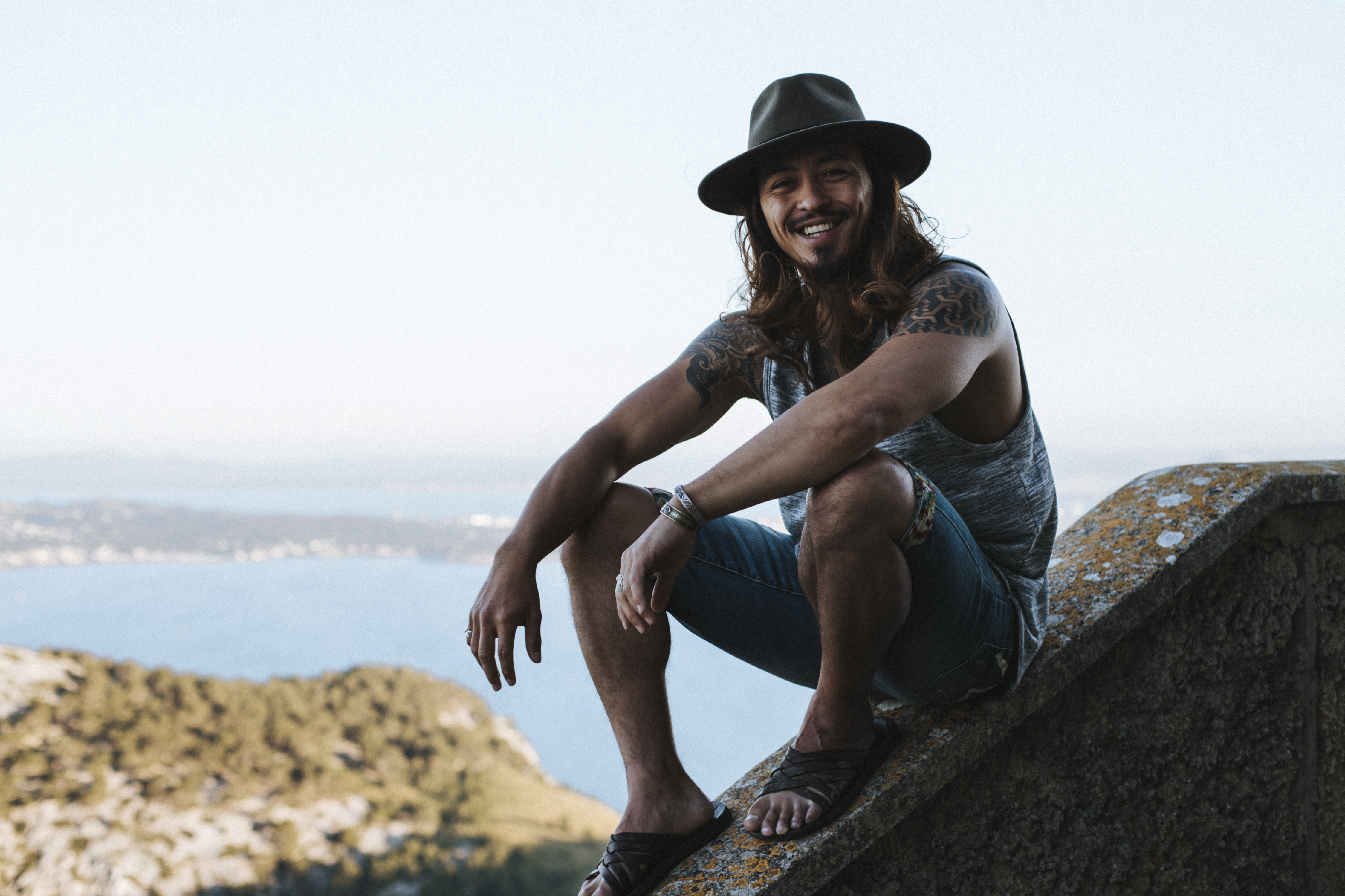
Jun Kim (2019)

Jun Kim (* 3. Mai 1988 in Nara, Japan) ist ein in Deutschland lebender Fotokünstler und Videograf.

## Leben
Jun Kim absolvierte sein Fotografiestudium an der FH Dortmund. Er absolvierte Praktikum und Assistenz bei Erwin Olaf und Bernd Arnold. Kim lebt und arbeitet in Köln und Berlin als Konzeptkünstler und Fotograf. 2010 nahm er bei einer Künstlerbewegung gegen Menschenhandel „Artists for Freedom“ teil.
Viele seiner Arbeiten sind surrealistisch und finden Aufmerksamkeit in den Medien. Unter anderem ist ein Artikel über ihn und seine Arbeitsweise im Schulbuch Kunst entdecken Band 2. Kims Arbeiten werden dort den Arbeiten von Oscar Gustav Rejlanders Fotomontagen gegenübergestellt.
Kim ist weltweit durch Ausstellungen vertreten, u. a. im Museum Dinslaken und dem Museum „Dante House“ in Florenz. Des Weiteren ist Kim Preisträger verschiedener Awards u. a. 2011 PX3 Prix de la Photographie Paris, 2012 PPL Award.
2011 gründeten Jun Kim und seine Mutter, die Visagistin Elke Kim, die „EIENgroup“ mit der er Projekte wie „Die Vitruvianer“, welche im Kunsthaus Rhenania, Köln verwirklicht wurden.

## Sport
Neben seiner Arbeit als Künstler geht er seiner Leidenschaft als Leistungssportler im Bereich des Ninja-Sports nach. Er ist mehrfacher Finalist bei Ninja Warrior Germany und vertritt Deutschland regelmäßig bei internationalen Ninja-Wettkämpfen.
2019 gewann er mit Team Deutschland die italienische Fernsehproduktion „Eurogames“, wo sich sein Team gegen Teams fünf anderer Länder behauptete.

## Auszeichnungen
- 2019: TV Show „Eurogames“[8] Champion
- 2014: Annual New York Times Lens Portfolio Review Winner
- 2013: PX3 Prix de la Photographie Paris, erster Platz
- 2012: PPL – Award, erster Platz
- 2011: PX3 Prix de la Photographie Paris, Bronze
- 2008: Pcp-Award, Preisträger

## Ausstellungen (Auswahl)
- 2019: Kunsthaus Rhenania, Köln
- 2017: Bunker K101, Köln
- 2016: Spectrum/Red Dot, Miami
- 2015: Museum „Dante House“, Florenz
- 2014: New York Times Center, New York
- 2013: Industrie & Handelskammer, Karlsruhe
- 2012: EIENgroup, Teilnahme am Kunstfestival „Strom II“, Kunsthaus Rhenania, Köln
- 2012: Museum Voswinckelshof, Dinslaken
- 2012: Kunsthalle Lindenthal, Köln
- 2011: PX3 Gewinner Ausstellung, Paris
- 2010: Kunstraum K5, Köln
- 2010: Galileo-Park, Lennestadt
- 2010: Rathaus Bensberg, Bergisch Gladbach
- 2008: Serie „Apokalypse“ bei Photokina durch Pcp-Award vertreten

## Konzeptuale Projekte
- 2014: „Moderne Mythen“, Kunsthaus Rhenania, Köln
- 2011: „Die Vitruvianer“, Kunsthaus Rhenania, Köln